# 1847 en science
| Années de la science : 1844 - 1845 - 1846 - 1847 - 1848 - 1849 - 1850    |
| Décennies de la science : 1810 - 1820 - 1830 - 1840 - 1850 - 1860 - 1870 |

Cet article présente les faits marquants de l'année 1847 en science.

## Événements
- 25 janvier : Louis Désiré Blanquart-Evrard communique à l'Académie des sciences la description du procédé d'impression photographique à l'albumine[1].

- 21 février : le chimiste italien Ascanio Sobrero lit un mémoire à l'Académie des sciences de Turin intitulé « Sur quelques nouveaux composés explosifs obtenus par l'action de l'acide nitrique sur les substances végétales organiques »[2] ; il y expose sa découverte de la nitroglycérine, alors nommée pyroglycerine[3].

- 28 avril : Ernst Kummer écrit une lettre à Joseph Liouville sur la théorie des nombres complexes[4]. Peu après il pose les fondements de la théorie des anneaux avec la publication de l'article intitulé Über die Zerlegung der aus Wurzeln der Einheit gebildeten complexen Zahlen in ihre Primfactoren. (De la décomposition des nombres complexes construits à partir des racines de l'unité en leur facteurs premiers) publié dans le Journal de Crelle. Il parvient alors à résoudre le grand théorème de Fermat si n est plus petit que 100 et différent de 37, 59 et 67[5].

- 14 mai : création de l’Académie des sciences d’Autriche[6].

- 1er juillet : Hencke, astronome amateur, découvre l'astéroïde Hébé[7].
- 13 août : l'astronome anglais John Russell Hind découvre l'astéroïde Iris depuis Londres[7].

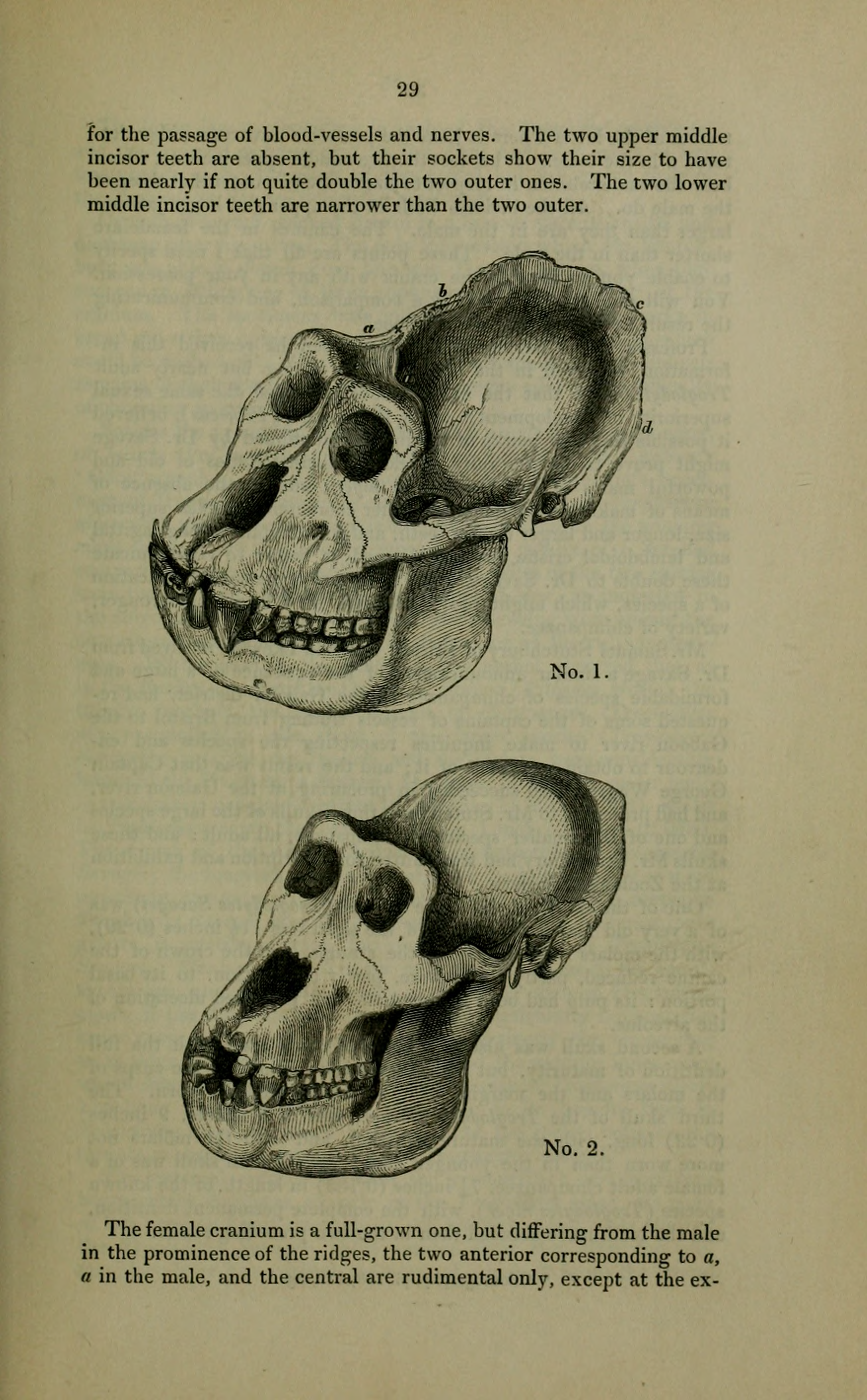
Cranes de troglodytes gorilla, Société zoologique de Londres, 1848.

- 18 août : l'anatomiste Jeffries Wyman lit devant la Boston Society of Natural History la description du naturaliste américain Thomas Staughton Savage du troglodytes gorilla, une nouvelle espèce aujourd'hui connue comme le gorille de l'ouest[8].

- 1er octobre : la première femme astronome américaine Maria Mitchell découvre une nouvelle comète[9].
- 18 octobre : l'astronome anglais John Russell Hind découvre l'astéroïde Flore depuis Londres[7].

- 4 novembre : première anesthésie au chloroforme réalisée par le Britannique James Young Simpson[10].

- L'industriel allemand Alfred Krupp produit ses premiers canons en acier fondu[11].

## Publications
- Hermann von Helmholtz : Über die Erhaltung der Kraft (« Sur la conservation de l’Énergie »).
- Johann Benedict Listing : Vorstudien zur Topologie.
- Joseph-François Malgaigne, Traité des fractures et des luxations, J. B. Baillière, vol. 1
- Ignace Philippe Semmelweis : Höchst Wichtige Erfahrungen über die Aetiologie der Gebaranstalten epidemischen Puerperalfilber (« Les plus importantes découvertes sur l’étiologie de la fièvre puerpérale épidémique »),  Vienne. Il prouve ainsi la nature septicémique de cette fièvre et les données de sa contagiosité.
- Squire Whipple : A Work upon Bridge Building.

## Prix
- Médailles de la Royal Society
  - Médaille Copley : John Herschel
  - Médaille royale : William Robert Grove et George Fownes

- Médailles de la Geological Society of London
  - Médaille Wollaston : Ami Boué

- Prix de l'Académie des Sciences
  - Prix Lalande : partagé entre Hencke et Hind, découvreurs de nouveaux satellites

## Naissances

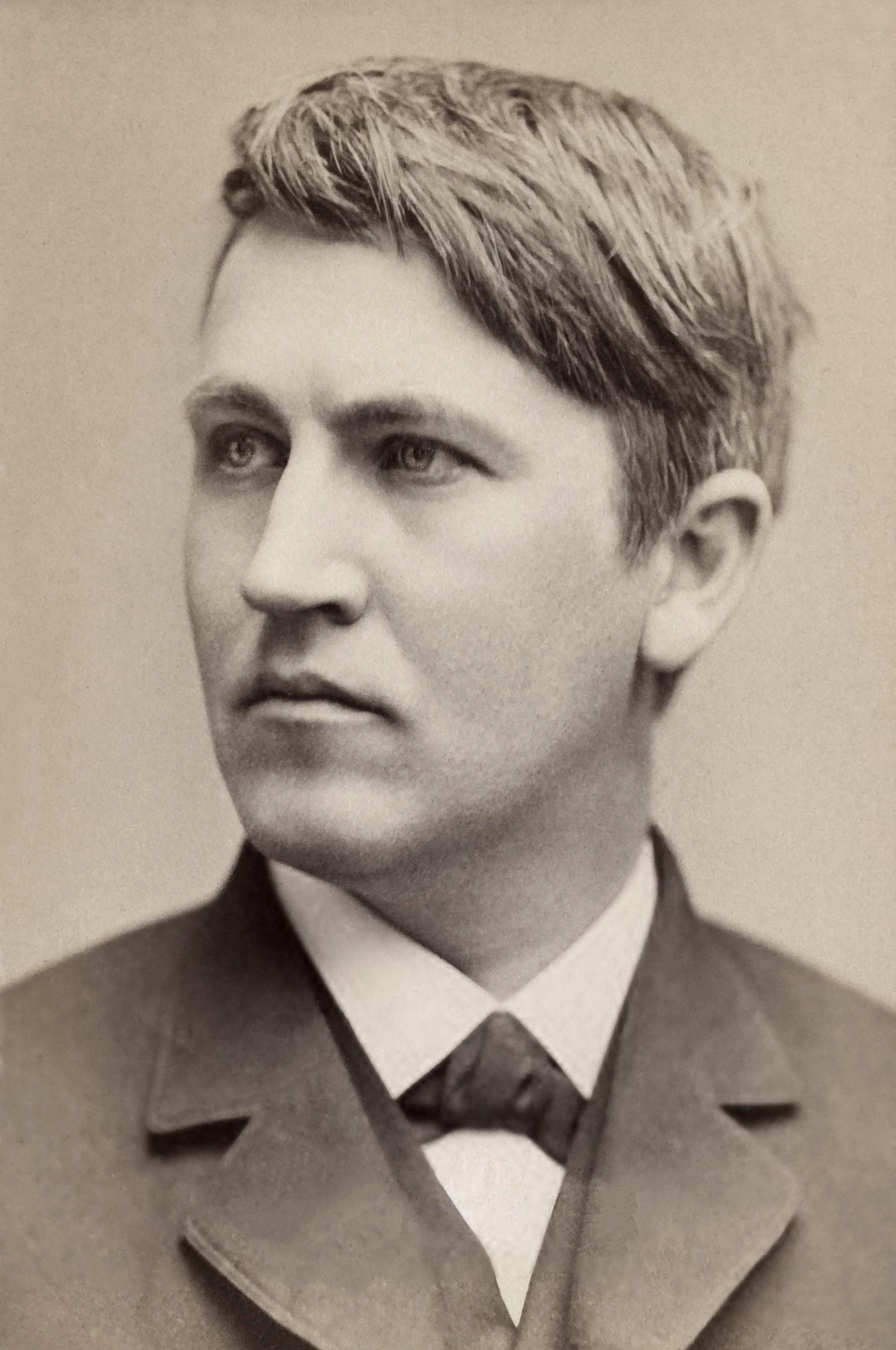
Thomas Edison en 1878

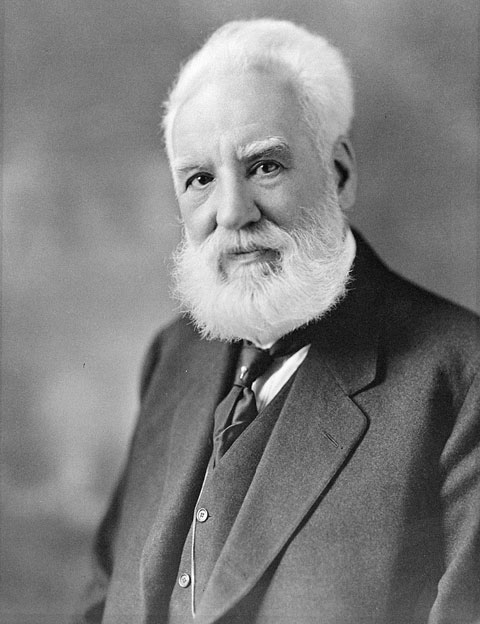
Alexandre Graham Bell

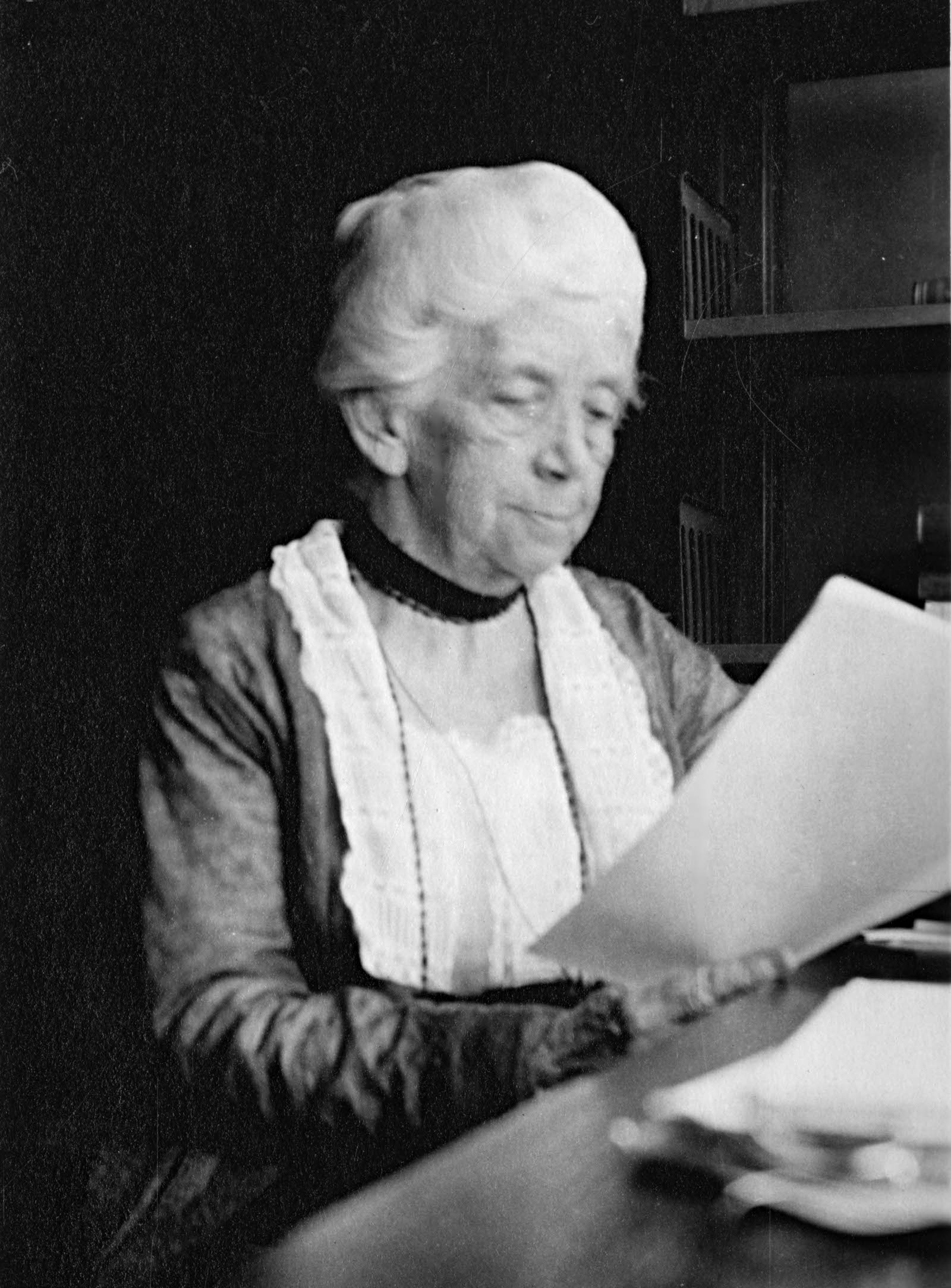
Christine Ladd-Franklin

- 21 janvier : Joseph Achille Le Bel (mort en 1930), chimiste français.
- 24 février : Sima Lozanić (mort en 1935), chimiste serbe.

- 3 mars : Alexandre Graham Bell (mort en 1922), ingénieur britannique.
- 4 mars : Karl Josef Bayer (mort en 1904), chimiste autrichien.
- 26 mars : Heinrich von Brunck (mort en 1911), chimiste et homme d'affaires allemand.
- 27 mars : Otto Wallach (mort en 1931), chimiste allemand.

- 12 avril : Anders Lorange (mort en 1888), archéologue norvégien.
- 30 avril : Henry Toussaint (mort en 1890), médecin et vétérinaire français.
- 21 mai : Antonio Favaro (mort en 1922), historien des sciences italien.
- 24 mai : Wilhelm Haarmann (mort en 1931), chimiste allemand.

- 28 juin : Julius Heinrich Franz (mort en 1913), astronome allemand.

- 2 juillet :
  - Marcel Alexandre Bertrand (mort en 1907), géologue français.
  - Andrew Gray (mort en 1925), physicien et mathématicien écossais.
- 28 juillet : James Ludovic Lindsay (mort en 1913), astronome amateur et philatéliste britannique.

- 9 août : Charles Joseph Tanret (mort en 1917), pharmacien et chimiste français.

- 8 septembre :
  - Richard Baron (mort en 1907), botaniste et géologue anglais.
  - Otto Schmiedeknecht (mort en 1936), entomologiste allemand.

- 7 octobre : Emil Holub (mort en 1902), médecin, cartographe, ethnologue et explorateur tchèque.
- 9 octobre : André Dumont (mort en 1920), ingénieur et géologue belge.
- 17 octobre : Jervoise Athelstane Baines (mort en 1925), haut fonctionnaire et statisticien britannique.
- 26 octobre : Karl Penka (mort en 1912), ethnologue allemand.
- 26 octobre : Félix Régnault (mort en 1908), éditeur, libraire, naturaliste et spéléologue français.
- 1er novembre : Walter Gaskell (mort en 1914), physiologiste britannique.
- 18 novembre : Louis Bureau (mort en 1936), médecin et zoologiste français.
- 22 novembre : Richard Bowdler Sharpe (mort en 1909), zoologiste britannique.

## Décès

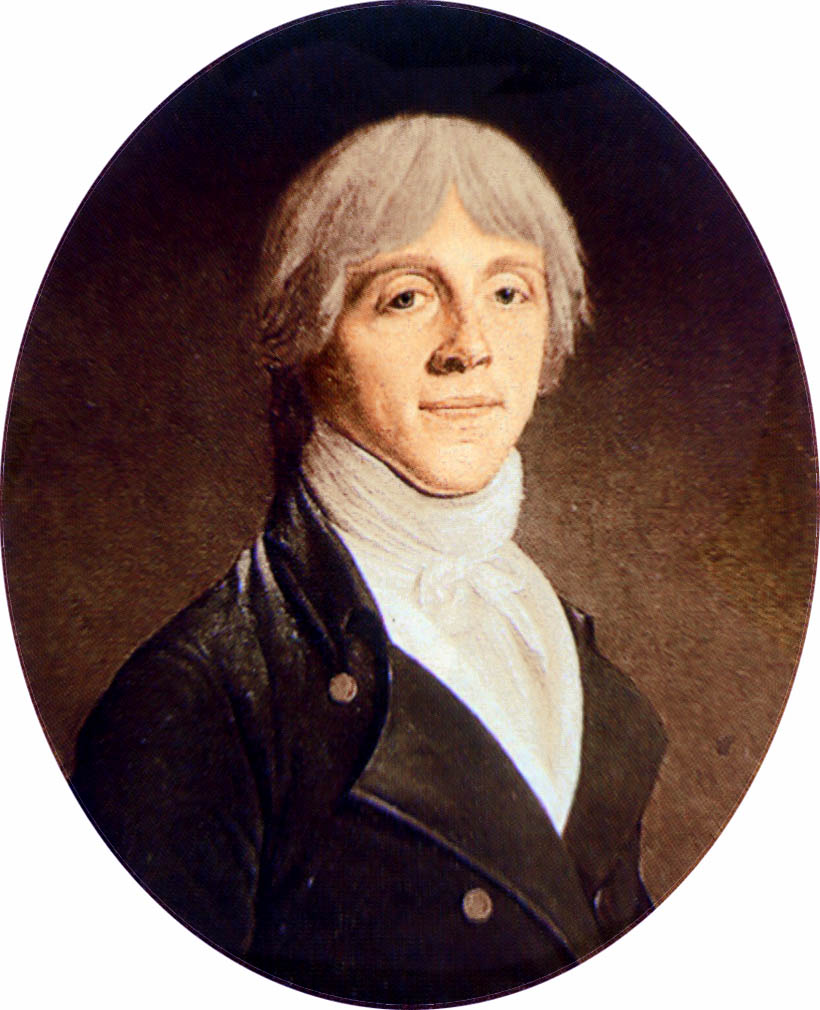
Benjamin Delessert

- 4 février : Henri Dutrochet (né en 1776), médecin, botaniste et physiologiste français.

- 1er mars : Benjamin Delessert (né en 1773), homme d'affaires et naturaliste français.
- 4 mars : Toussaint von Charpentier (né en 1779), géologue et entomologiste allemand.
- 9 mars : Mary Anning (née en 1799), collectionneuse de fossiles et paléontologue britannique.
- 31 mars : Johann Wilhelm von Camerer (né en 1763), mathématicien et astronome allemand.

- 11 juin : John Franklin (né en 1786), explorateur britannique.

- 22 juillet : Henry de Magneville (né en 1771), géologue français.

- 3 octobre : Charles Hatchett (né en 1765), chimiste britannique.
- 7 octobre : Alexandre Brongniart (né en 1770), scientifique et minéralogiste français.
- 7 décembre : Robert Liston (né en 1794), chirurgien britannique.
- 24 décembre : Finn Magnussen (né en 1781), archéologue islandais.